# CaldasCraft
CaldasCraft é um servidor português de Minecraft: Java Edition fundado em 2 de abril de 2020 por estudantes da Escola Superior de Artes e Design das Caldas da Rainha (ESAD.CR). Criado durante a pandemia de COVID-19 como um projeto de convívio digital estudantil, o servidor evoluiu para uma plataforma comunitária ativa, oferecendo modos de jogo customizados e eventos únicos.

## História
O servidor teve início como "AEESAD" em 26 de março de 2020. Após breve pausa, foi oficialmente relançado e rebatizado como CaldasCraft a 2 de abril de 2020 por membros da associação de estudantes, incluindo TnTKeepper, xHelly e PudimDeBife.

## Modos de jogo

### Atuais
- Survival Friendly – Sobrevivência tradicional com foco em cooperação.[2]
- Survival Reborn – Mundo novo com biomas customizados, eventos e desafios.[3]
- Skyblock – Jogabilidade em ilhas flutuantes com economia e desafios próprios.[4]

### Modos antigos
- Prison – Mineração e progressão por ranks dentro de uma prisão.[5]
- Bedwars – PvP em equipas com foco em estratégia e respawn.[6]
- Mini Games – Jogos rápidos como parkour, spleef, entre outros.[7]
- Roleplay – Modo baseado em interpretação de personagens.

## Características
- Itens personalizados obtidos em eventos especiais.[2]
- Sistema de claims para proteção de terrenos.[1]
- Progressão por ranks com base em economia e tarefas.[5]
- Skills que evoluem com ações como mineração ou agricultura.[4]
- Reinos – Subcomunidades geridas por jogadores com regras próprias.[3]

## Informações técnicas
- IP do servidor: mc.caldascraft.eu[1]
- Versões suportadas: 1.19.x até 1.21.x[2]
- Localização física: Portugal[5]
- Sistema: Linux (dedicado)